# شناسایی (فیلم)
شناسایی فیلمی به کارگردانی  و نویسندگی محمدرضا اعلامی محصول سال ۱۳۶۶ است.

## بازیگران
- محمدعلی سپانلو
- پروانه معصومی
- علیرضا منتظری
- جمشید لایق
- هوشنگ بهشتی
- علیرضا اعلامی
- بهروز بقایی
- محمود تبریزی
- عباس قاجار
- خسرو شاه کرمی
- مهرماه منتظری رحمانی
- پریدخت اقبالپور
- گیتا قراگوزلو
- سعید خاکسار
- حسین قرجاوند
- فرهاد علی حیدری
- عباس کمال
- جمشید حیدری
- اکبر معتمدی
- فرامرز حیدری
- جعفر کمال
- حیدر همتی
- شاهرخ اکبری
- مسعود نبویان
- داوود فراهانی
- مسعود رحمانی